# Lucius Caecilius Metellus Denter
Lucius Caecilius Metellus Denter was samen met Gaius Servilius Tucca consul in 284 v.Chr. en praetor het jaar daarop. In deze hoedanigheid viel hij in de oorlog tegen de Senones en werd door van Manius Curius Dentatus opgevolgd. (Liv., Epit. 12; Oros., III 22; Polyb., II 19; Fasti Sicul.) Fischer stelt in zijn Romische Zeittafeln dat hij praetor was en sneuvelde in 285 v.Chr., en dat hij het jaar daarop consul zou zijn. Drumann (Geschichte Roms, II, p. 18.) ontkent de identificatie van de consul met de praetor, omdat het niet gebruikelijk was om praetor te worden het jaar na zijn consulaat. Voorbeelden van een dergelijke opeenvolging (Liv., X 22, XXII 35.), halen echter Drumanns stelling onderuit. Het is dus het meest waarschijnlijk dat hij eerst consul en vervolgens praetor was. Hij zou de eerste van de gens Caecilia geweest zijn om het consulaat te bekleden.